# Kabelbane
En kabelbane er en bane, der anlægges på steder, hvor det er for stejlt for en almindelig jernbane.
Kabelbaner bygger på princippet om kontravægte ligesom elevatorer. Ved samtidig brug af to vogne, der befinder sig i hver sin ende af et kabel, der løber gennem en talje ved banens top, hjælper den nedgående vogn med at trække den opgående vogn op. En motor, der sædvanligvis befinder sig ved banens top, klarer resten.

## Teknik og drift
Kabelbanernes størrelse og indretning varierer stærkt. Nogle er lange og kunne lige så godt have været en jernbane, hvis det ikke havde været for den høje stigningsgrad. Andre er ganske korte og bruges f.eks. i byer med store højdeforskelle. Stigningsgraden varierer mellem 25 og 110% (Schwyz-Stoos); men ligger som oftest mellem 40 og 50 %. For den enkelte bane kan stigningsgraden være den samme hele vejen, eller den kan variere lidt undervejs alt afhængig af de lokale forhold.
Med sådanne stigningsgrader kan almindeligt jernbanemateriel med lav friktion ikke bruges, hvorfor specialindrettede vogne er nødvendige. Der findes tre hovedtyper for sådanne. Den ene er lavet med en trekantet undervogn, der udligner stigningsgraden således, at en normal vognkasse kan placeres vandret ovenpå. Den anden er indrettet som en kupevogn, men med hver enkelt kupe højere beliggende end den forgående. Perronerne på de tilhørende stationer er opbygget som trapper, i det der dog nogle steder er suppleret med elevatorer, så barnevogne og kørestole også kan medbringes i bestemte kupeer. En tredje type er vippende vogne hvor vogngulvet også er vandret, men toget skifter hældning med sporet undervejs, fra vandret til meget stejlt. For alle typer vogne gælder i øvrigt, at størrelsen varierer så stærkt som fra 20 til 450 passagerer.
Kabelbaner kan også benyttes til godstrafik, og de første blev da også anlagt som skibshæveværker ved kanalbyggerier i USA i begyndelsen af 1800-tallet. I dag er godstrafik dog sjælden. En specialitet, der dog lige må nævnes, er tyske Oberweißbacher Bergbahn. Her har man en godsvogn, der kan transportere jernbanevogne mellem en ellers isoleret jernbane ved topstationen og tilslutningen til øvrige tyske jernbanenet ved dalstationen.
Fælles for de fleste kabelbaner er en behersket hastighed ofte på omkring 20 km/t, om end op til 50 km/t også ses undtagelsesvis, ofte enkeltspor med en krydsningsstation på midten så de to tog er kontravægt for hinanden. Driftsintervallet varierer efter behov og køretid, men ligger ofte på 15 eller 20 minutter. Stationer undervejs er mulige, men deres placering ligesom driften i øvrigt kræver en vis koordinering, for da vognene som nævnt hænger sammen i et kabel, må de nødvendigvis stoppe og starte samtidig. Nogle steder har det dog ikke været muligt eller aktuelt med matchende mellemstationer, så her må den ene vogn pænt holde og vente midt på strækningen, mens den anden vogn udveksler passagerer ved en mellemstation. 
På kortere baner kan der anlægges dobbeltspor forstået således, at de to vogne har hver deres spor.
Drivkraften skaffes som nævnt til dels efter kontravægtsprincippet. Resten klaredes tidligere af dampmaskiner, men de blev senere erstattet af de mere praktiske og økonomiske elektromotorer. En tredje nu sjælden mulighed er et system med vandballast.

## Lignende systemer
Der er i tidens løb udviklet forskellige systemer, der på forskellig vis minder om kabelbaner uden dog direkte at være sådanne.
En af disse er en type, der visse steder er indbygget som en delstrækning af en almindelig jernbane eller sporvej. Før og efter delstrækningen kører togene som normalt, men benytter kablet til at overvinde store stigninger. De fleste steder var systemer af denne type dog allerede forsvundet omkring 1900, og baner med store stigninger er nu anlagt som tandhjulsbaner. Kun den italienske smalsporsbane Trieste – Opicina benytter endnu systemet med kabler.
Et andet system er kabelsporvej. Her bliver sporvognene fæstnet til et endeløst kørende kabel, der er anlagt som en integreret del af gadenettet. Systemet er bedst kendt fra San Francisco.
Et tredje system er det, man med en direkte oversættelse af det tyske ord Schrägaufzug kunne kalde skæv elevator. Hvor kabelbaner har to som oftest identiske vogne, der fungerer som hinandens kontravægt, er der her kun én vogn, mens der på den andens plads er en kontravægt ganske som ved en elevator.

## Eksempler på kabelbaner
- England: Bridgnorth Cliff Railway (i Bridgnorth, Shropshire)
  - East Hill Lift East Hill Cliff Railway, Hastings, East Sussex, England
  - West Hill Lift West Hill Cliff Railway, Hastings, East Sussex, England
- Frankrig: Funiculaire de Montmartre (Paris), Funiculaires de Lyon
- Norge: Fløibanen (Bergen)
- Portugal: Elevador da Bica (Lissabon)
- Schweiz: Marzilibahn (Bern), Polybahn (Zürich)
  - Schatzalp-Bahn, Davos i Schweiz
- Sverige: Skansens bergbana (Stockholm)
- Tjekkiet: Petřín Kabelbane (Prag)
- Tyskland: Nerobergbahn (Wiesbaden)
- Østrig: Hungerburgbahn (Innsbruck)
  - Hartkaiserbahn, Tyrol i Østrig
  - Großglockner Gletscherbahn ved Großglockner-Hochalpenstraße, delstaten Salzburg og Heiligenblut i delstaten Kärnten, Østrig